# فراملینگهام
latitudeفراملینگهامlongitudeفراملینگهام
فراملینگهام (به انگلیسی: Framlingham) یک شهرک در بریتانیا است که در انگلستان واقع شده‌است.

## خصوصیات
فراملینگهام ۳٬۱۱۴ نفر جمعیت دارد.